# هوي إبستاين
هوي إبستاين (بالإنجليزية: Howie Epstein)‏ هو ملحن ومنتج أسطوانات أمريكي، ولد في 21 يوليو 1955 في ميلواكي في الولايات المتحدة، وتوفي في 23 فبراير 2003 في سانتا فيه في الولايات المتحدة بسبب جرعة زائدة.

## وصلات خارجية
- هوي إبستاين على موقع IMDb (الإنجليزية)
- هوي إبستاين على موقع ميوزك برينز (الإنجليزية)
- هوي إبستاين على موقع ديسكوغز (الإنجليزية)
- هوي إبستاين على موقع قاعدة بيانات الفيلم (الإنجليزية)